# ÖHB-Cup 2010/11
Der ÖHB-Cup 2010/11 war die 24. Austragung des österreichischen Handballcupwettbewerbs der Herren. Cupsieger wurde ULZ Schwaz mit einem Sieg über den UHK Krems.

## Hauptrunden

### 1. Runde
An der 1. Runde nehmen sechs Vertreter der Landesverbände, zehn Mannschaften der Handball Bundesliga Austria und sechs Teams der Handball Liga Austria teil. Es hatten immer die spielklassentieferen Vereine Heimrecht, wurden zwei gleichklassige Mannschaften gezogen, hatte der zuerst gezogene Verein den Vorzug. Union sleasing St. Pölten, UHK Krems und Sportunion Edelweiß Linz bekamen ein Freilos zugewiesen.
| Handball Liga Austria | Handball Bundesliga Austria | Landesliga |
| - ULZ Schwaz - SG Handball West Wien - Alpla HC Hard - HIT Innsbruck - Union Leoben - HSG Raiffeisen Bärnbach/Köflach - UHK Krems | - UHC Gänserndorf - SC Ferlach - HC kelag Kärnten - ATV Auto Pichler Trofaiach - UHC Stockerau - SK Pastl Traun - HC Shoppingcity Seiersberg - Union Weinv. Spk. Hollabrunn - Union sleasing St. Pölten - Sportunion Edelweiß Linz | - HIB Handball Graz - SG AHC Wels/SK Lambach - HC MGT BW Feldkirch - Vöslauer HC - Union West Wien - UHC Salzburg |

Die Spiele der 1. Runde fanden vom 20. Oktober bis 10. November 2010 statt. Die Gewinner der einzelnen Partien zogen in die zweite Runde ein.
| Datum, Uhrzeit           | Heimmannschaft                              | Ergebnis          | Gastmannschaft                                      |
| ------------------------ | ------------------------------------------- | ----------------- | --------------------------------------------------- |
| 20. Okt. 2010, 18:30 Uhr | UHC Gänserndorf (2L) 8 Bohunicky            | 25 : 34 (15 : 19) | HIT Innsbruck (1L) 8 Babarskas                      |
| 25. Okt. 2010, 19:00 Uhr | SC Ferlach (2L) 13 Dobnik                   | 29 : 35 (16 : 16) | ULZ Schwaz(1L) 8 Feichtinger                        |
| 26. Okt. 2010, 16:30 Uhr | HIB Handball Graz (LL) 9 Preschan           | 27 : 53 (11 : 26) | SG Handball West Wien (1L) 12 Martinez              |
| 26. Okt. 2010, 18:00 Uhr | SG AHC Wels/SK Lambach (LL) 4 Röthig, Wendt | 21 : 25 (10 : 21) | ATV Auto Pichler Trofaiach (2L) 7 Stusaj            |
| 26. Okt. 2010, 18:00 Uhr | UHC Stockerau (2L) 6 Forrai                 | 28 : 23 (17 : 7)  | SK Pastl Traun (2L) 8 Vogel                         |
| 28. Okt. 2010, 19:15 Uhr | HC kelag Kärnten (2L) 7 Radovic             | 23 : 27 (11 : 14) | HSG Raiffeisen Bärnbach/Köflach (1L) 10 Pusterhofer |
| 28. Okt. 2010, 19:30 Uhr | HC MGT BW Feldkirch (LL) 9 Veit             | 32 : 27 (17 : 13) | HC Shoppingcity Seiersberg (2L) 7 Broz              |
| 31. Okt. 2010, 18:00 Uhr | Vöslauer HC (LL) 7 Vejzovic                 | 22 : 34 (9 : 20)  | Union West Wien (LL) 6 Uher                         |
| 1. Nov. 2010, 16:30 Uhr  | UHC Salzburg (LL) 5 Feichtinger             | 25 : 29 (15 : 17) | Union Weinv. Spk. Hollabrunn (2L) 7 Czech           |
| 10. Nov. 2010, 19:30 Uhr | Union Leoben (1L) 10 Santos                 | 35 : 29 (14 : 18) | Alpla HC Hard (1L) 8 Tanasković                     |

### 2. Runde
An der 2. Runde nahmen 16 Klubs teil: die drei Erstligisten, die an internationalen Bewerben teilnahmen. Außerdem waren die Sieger der 1. Runde qualifiziert. Es hatten immer die spielklassentieferen Vereine Heimrecht, wurden zwei gleichklassige Mannschaften gezogen, hatte die erst gezogene den Vorzug.
| Handball Liga Austria | Handball Bundesliga Austria | Landesliga                              |
| - ULZ Schwaz - SG Handball West Wien - HIT Innsbruck - Union Leoben - HSG Raiffeisen Bärnbach/Köflach - UHK Krems - Handballclub Fivers Margareten - HC Linz AG - Bregenz Handball | - ATV Auto Pichler Trofaiach - UHC Stockerau - Union Weinv. Spk. Hollabrunn - Union sleasing St. Pölten - Sportunion Edelweiß Linz | - HC MGT BW Feldkirch - Union West Wien |

Die Spiele der 2. Runde fanden vom 10. November 2010 bis 2. Februar 2011 statt. Die Gewinner der einzelnen Partien zogen ins Viertelfinale ein.
| Datum, Uhrzeit           | Heimmannschaft                                  | Ergebnis          | Gastmannschaft                                      |
| ------------------------ | ----------------------------------------------- | ----------------- | --------------------------------------------------- |
| 10. Nov. 2010, 20:00 Uhr | Union sleasing St. Pölten(2L) 5 Riegler, Pummer | 39 : 21 (17 : 9)  | ATV Auto Pichler Trofaiach (2L) 8 Neuhold           |
| 24. Nov. 2010, 19:00 Uhr | UHC Stockerau (2L) 5 Forrai                     | 21 : 23 (10 : 11) | HIT Innsbruck (1L) 7 Kainmüller                     |
| 24. Nov. 2010, 20:15 Uhr | Sportunion Edelweiß Linz (2L) 6 Bockmüller      | 18 : 41 (11 : 20) | Handballclub Fivers Margareten (1L) 7 Kolar         |
| 27. Nov. 2010, 18:00 Uhr | ULZ Schwaz (1L) 5 Feichtinger                   | 23 : 18 (11 : 9)  | HSG Raiffeisen Bärnbach/Köflach (1L) 4 Jandl, Kolar |
| 12. Dez. 2010, 19:00 Uhr | HC MGT BW Feldkirch (LL) 9 Hintringer           | 19 : 34 (10 : 17) | Bregenz Handball (1L) 6 Klopcic                     |
| 19. Dez. 2010, 16:00 Uhr | Union West Wien (LL) 6 Higatzberger, Uher       | 25 : 33 (13 : 15) | Union Leoben (1L) 8 Ivisic                          |
| 22. Dez. 2010, 19:30 Uhr | Union Weinv. Spk. Hollabrunn (2L) 12 Grbic      | 27 : 37 (13 : 17) | SG Handball West Wien (1L) 10 Feuchtmann-Perez      |
| 2. Feb. 2011, 20:00 Uhr  | UHK Krems (1L) 7 Schopf                         | 30 : 21 (16 : 11) | HC Linz AG (1L) 7 Lehner                            |

### Viertelfinale
Am Viertelfinale nahmen 8 Klubs teil: Die Sieger der 2. Runde. Es hatte immer die spielklassentieferen Vereine Heimrecht, wurden zwei gleichklassige Mannschaften gezogen, hatte die erst gezogene den Vorzug.
| Handball Liga Austria | Handball Bundesliga Austria |
| - ULZ Schwaz - SG Handball West Wien - HIT Innsbruck - Union Leoben - UHK Krems - Handballclub Fivers Margareten - Bregenz Handball | - Union sleasing St. Pölten |

Das Viertelfinale fand am 5. Februar 2012 statt. Die Gewinner der einzelnen Partien zogen ins Final Four ein.
| Datum, Uhrzeit          | Heimmannschaft                           | Ergebnis          | Gastmannschaft                                                    |
| ----------------------- | ---------------------------------------- | ----------------- | ----------------------------------------------------------------- |
| 5. Feb. 2011, 18:00 Uhr | Union sleasing St. Pölten (2L) 8 Riegler | 23 : 29 (14 : 19) | HIT Innsbruck (1L) 7 Račkauskas                                   |
| 5. Feb. 2011, 18:00 Uhr | ULZ Schwaz (1L) 8 Maraković, Gierlinger  | 30 : 25 (9 : 10)  | SG Handball West Wien (1L) 9 Machinek                             |
| 5. Feb. 2011, 19:00 Uhr | Bregenz Handball (1L) 6 Arnaudovski      | 25 : 27 (11 : 16) | Handballclub Fivers Margareten(1L) 5 Thaqi, Kolar, Kirveliavičius |
| 5. Feb. 2011, 19:00 Uhr | Union Leoben (1L) 5 Santos               | 21 : 32 (13 : 15) | UHK Krems (1L) 9 Schopf                                           |

## Finalrunden
Die Endrunde, das Final Four, fand in der Sporthalle Krems in Krems am 8. und 9. April 2011 statt.

### Halbfinale
Für das Halbfinale waren folgende Mannschaften qualifiziert:
| Handball Liga Austria                                                     |
| - ULZ Schwaz - HIT Innsbruck - UHK Krems - Handballclub Fivers Margareten |

Die Spiele der Halbfinals fanden am 8. April 2011 statt. Der Gewinner jeder Partie zog in das Finale des ÖHB-Cups 2010/11 ein.
| Handballclub Fivers Margareten | Handballclub Fivers Margareten | Handballclub Fivers Margareten | Handballclub Fivers Margareten | Handballclub Fivers Margareten | 31 (12) | - | 32 (17) | ULZ Schwaz  | ULZ Schwaz | ULZ Schwaz | ULZ Schwaz            | ULZ Schwaz   |
| ------------------------------ | ------------------------------ | ------------------------------ | ------------------------------ | ------------------------------ | ------- | - | ------- | ----------- | ---------- | ---------- | --------------------- | ------------ |
| Rückennummer                   | Spieler                        | Gelbe Karte                    |                                | Rote Karte                     | Tore    |   | Tore    | Gelbe Karte |            | Rote Karte | Spieler               | Rückennummer |
| 5                              | Christoph Edelmüller           |                                | 1                              |                                | 5       |   | 0       |             |            |            | Christian Aigner      | 1            |
| 25                             | Matthias Kienzer               |                                |                                |                                | 0       |   | 1       |             | 1          |            | Julius Hoflehner      | 3            |
| 35                             | Leopold Hellerich              | 1                              |                                |                                | 1       |   | 0       |             |            |            | Patrick Juric         | 4            |
| 45                             | Mathias Nikolic                |                                |                                |                                | 0       |   | 0       | 1           |            |            | Andreas Lassner       | 7            |
| 50                             | Martin Abadir                  | 1                              |                                |                                | 5       |   | 5       |             |            |            | Philipp Zangerl       | 8            |
| 51                             | Serhij Bilyk                   |                                |                                |                                | 0       |   | 0       |             |            |            | Dmitrijs Braznikovs   | 12           |
| 52                             | Bastian Molecz                 |                                |                                |                                | 0       |   | 7       |             | 1          |            | Krešimir Maraković    | 14           |
| 54                             | Vytautas Žiūra                 |                                | 1                              |                                | 1       |   | 1       |             | 3          | 1          | Mindaugas Andriuska   | 19           |
| 55                             | Ibish Thaqi                    |                                |                                |                                | 5       |   | 5       |             | 1          |            | Christoph Svoboda     | 20           |
| 57                             | Herbert Jonas                  |                                |                                |                                | 0       |   | 2       |             |            |            | Sebastian Feichtinger | 22           |
| 58                             | Florian Laggner                | 1                              | 1                              |                                | 0       |   | 2       |             |            |            | Manuel Gierlinger     | 23           |
| 59                             | Markus Kolar                   |                                |                                |                                | 6       |   | 0       |             |            |            | Alexander Wanitschek  | 28           |
| 75                             | Martin Fuger                   |                                | 1                              |                                | 1       |   | 1       | 1           |            |            | Philipp Pöhl          | 89           |
| 85                             | David Brandfellner             |                                |                                |                                | 7       |   | 8       |             |            |            | Gojko Vuckovic        | 99           |
| Trainer                        | Peter Eckl                     |                                |                                |                                |         |   |         |             |            |            | Thomas Lintner        | Trainer      |

| HIT Innsbruck | HIT Innsbruck      | HIT Innsbruck | HIT Innsbruck | HIT Innsbruck | 25 (10) | - | 28 (13) | UHK Krems   | UHK Krems | UHK Krems  | UHK Krems           | UHK Krems    |
| ------------- | ------------------ | ------------- | ------------- | ------------- | ------- | - | ------- | ----------- | --------- | ---------- | ------------------- | ------------ |
| Rückennummer  | Spieler            | Gelbe Karte   |               | Rote Karte    | Tore    |   | Tore    | Gelbe Karte |           | Rote Karte | Spieler             | Rückennummer |
| 5             | Pius Steiger       |               |               |               | 1       |   | 0       |             |           |            | Imre Szabo          | 1            |
| 6             | Thomas Patterer    |               |               |               | 0       |   | 2       |             | 2         |            | Ivica Belas         | 6            |
| 7             | Simon Lechner      |               | 1             |               | 0       |   | 1       |             |           |            | Andras Bozo         | 8            |
| 8             | Christoph Walter   |               |               |               | 4       |   | 0       |             | 1         |            | Günther Walzer      | 13           |
| 9             | Hannes Mörtl       |               | 1             |               | 0       |   | 9       |             |           |            | Tobias Schopf       | 17           |
| 10            | Andrius Račkauskas |               | 1             |               | 6       |   | 0       |             |           |            | Florian Brunner     | 18           |
| 11            | Klemens Kainmüller |               | 1             |               | 4       |   | 0       |             |           |            | Stefan Hanko        | 19           |
| 12            | Michael Kalischnig |               |               |               | 0       |   | 0       |             |           |            | Johann Schmölz      | 21           |
| 14            | Povilas Babarskas  |               | 1             |               | 3       |   | 3       | 1           |           |            | Georg Chalupa       | 22           |
| 16            | Martin Kalischnig  |               |               |               | 0       |   | 5       | 0           |           |            | Norbert Visy        | 24           |
| 17            | Uldis Libergs      |               |               |               | 3       |   | 2       | 1           |           |            | Kristof Vizvary     | 26           |
| 18            | Dominik Bammer     |               |               |               | 0       |   | 6       |             |           |            | Werner Lint         | 30           |
| 23            | Peter Marek        |               |               |               | 1       |   | 0       |             |           |            | Wolfgang Filzwieser | 61           |
| 27            | Stefan Watzl       |               |               |               | 3       |   |         |             |           |            |                     |              |
| Trainer       | Stefan Öhler       |               |               |               |         |   |         |             |           |            | Istvan Szilagyi     | Trainer      |

### Finale
Das Finale fand am 9. April 2011 statt. Der Gewinner der Partie ist Sieger des ÖHB-Cups 2010/11.
| ULZ Schwaz   | ULZ Schwaz            | ULZ Schwaz  | ULZ Schwaz | ULZ Schwaz | 25 (11) | - | 24 (14) | UHK Krems   | UHK Krems | UHK Krems  | UHK Krems           | UHK Krems    |
| ------------ | --------------------- | ----------- | ---------- | ---------- | ------- | - | ------- | ----------- | --------- | ---------- | ------------------- | ------------ |
| Rückennummer | Spieler               | Gelbe Karte |            | Rote Karte | Tore    |   | Tore    | Gelbe Karte |           | Rote Karte | Spieler             | Rückennummer |
| 1            | Christian Aigner      |             |            |            | 0       |   | 0       |             |           |            | Imre Szabo          | 1            |
| 3            | Julius Hoflehner      |             | 1          |            | 3       |   | 5       |             |           |            | Ivica Belas         | 6            |
| 4            | Patrik Juric          |             |            |            | 2       |   | 1       | 1           |           |            | Andras Bozo         | 8            |
| 8            | Andreas Lassner       | 1           | 1          |            | 1       |   | 1       |             |           |            | Günther Walzer      | 13           |
| 8            | Philip Zangerl        |             |            |            | 0       |   | 4       | 1           |           |            | Tobias Schopf       | 17           |
| 12           | Dmitrijs Braznikovs   |             |            |            | 0       |   | 0       |             |           |            | Florian Brunner     | 18           |
| 14           | Krešimir Maraković    |             |            |            | 0       |   | 0       |             |           |            | Stefan Hanko        | 19           |
| 19           | Mindaugas Andriuska   |             | 2          |            | 1       |   | 0       |             |           |            | Johann Schmölz      | 21           |
| 20           | Christoph Svoboda     |             |            |            | 3       |   | 3       |             |           |            | Georg Chalupa       | 22           |
| 22           | Sebastian Feichtinger |             |            |            | 8       |   | 0       |             |           |            | Michael Hummel      | 23           |
| 23           | Manuel Gierlinger     |             |            |            | 2       |   | 4       |             | 1         |            | Norbert Visy        | 24           |
| 28           | Alexander Wanitschek  |             |            |            | 0       |   | 4       | 1           | 1         |            | Kristof Vizvary     | 26           |
| 89           | Philipp Pöhl          | 1           |            |            | 1       |   | 2       |             |           |            | Werner Lint         | 30           |
| 99           | Gojko Vuckovic        |             |            |            | 4       |   | 0       |             |           |            | Wolfgang Filzwieser | 61           |
| Trainer      | Thomas Lintner        |             |            |            |         |   |         |             |           |            | Istvan Szilagyi     | Trainer      |

Schiedsrichter: Radojko Brkić & Andrei Jusufhodžić